# Lepidotrogus conradti
Lepidotrogus conradti är en skalbaggsart som beskrevs av Hermann Julius Kolbe 1894. Lepidotrogus conradti ingår i släktet Lepidotrogus och familjen Melolonthidae. Inga underarter finns listade i Catalogue of Life.